# Escola Suïssa de Barcelona
L'Escola Suïssa de Barcelona (ESB) (en alemany: Schweizerschule Barcelona) és un centre docent d'educació infantil, primària, secundària i de batxillerat, situat a la ciutat de Barcelona (Barcelonès). Forma part de l'Associació de Col·legis Internacionals de Barcelona (BISA). Entre els seus graduats es troben els empresaris Víctor Grifols i Joël Jean-Mairet. Va ser el primer centre docent a Espanya a concedir la titulació suïssa de batxillerat acadèmic (Matura).

## Concepte
Es defineix com a escola multicultural, el model educatiu de la qual es fonamenta en l'excel·lència, els principis de la pedagogia suïssa i la "convivència harmònica i respectuosa" de les cultures suïssa, espanyola i catalana. El seu programa està reglat per l'Associació Suïssa de Formació a l'Estranger (educationsuisse) i patrocinat pel cantó de Berna. En graduar-se, els alumnes obtenen una doble titulació suïssa-espanyola, que consisteix tant del Batxillerat espanyol com de la Matura suïssa (equivalent al Batxillerat i Selectivitat alhora).

## Història

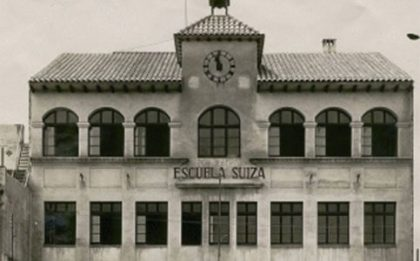
L'Escola Suïssa als anys 1920

L'any 1919 es constituí la Societé de l'Ecole Suisse de Barcelona, i uns mesos més tard, el 9 d'octubre de 1920, es fundà l'Escola Suïssa de Barcelona al carrer de Buscarons, núm. 17. La seva primera promoció comptava amb 13 escolars, i ja des dels seus començaments es va posar l'accent en la diversitat de nacionalitats i la igualtat d'oportunitats.
L'any 1924 traslladà les seves instal·lacions al carrer d'Alfons XII, seu actual, amb 145 alumnes de 13 nacionalitats diferents. A la dècada del 1930 s'introduí el català al programa escolar, encara que l'escola romangué tancada durant la Guerra Civil Espanyola.
L'any 1967 una nova llei federal suïssa concedí recursos per a les millores de les seves instal·lacions, culminant en l'estrena d'un nou edifici. A les dècades de 1980 i 1990 obtingué el reconeixement d'escola internacional tant de les autoritats espanyoles com de la Generalitat de Catalunya i l'Ajuntament de Barcelona. L'any 1993 es realitzaren els primers exàmens per la Matura suïssa, primera vegada que es concedí aquest títol a Espanya.
A partir de l'any 2000 es creà l'Escola de Pares i s'inaugurà el nou edifici de l'institut. L'any 2005 començaren les obres d'enderrocament de l'antic edifici i al 2007 s'inaugurà un modern edifici en el seu lloc, amb tallers per a l'ensenyament artístic, laboratoris moderns, aules amb suport informàtic i un ampli espai d'esbarjo al terrat.

## Enfocament lingüístic
Els alumnes aprenen un total de cinc llengües: alemany (la llengua principal), castellà, català, anglès i francès. Per accedir als estudis de primària, calen coneixements de l'idioma alemany.